# Adalbert de Vogüé
Pour les articles homonymes, voir Adalbert et Vogüé (homonymie).
Adalbert de Vogüé, osb, né le 4 décembre 1924 à Paris et mort le 14 octobre 2011 à Saint-Léger-Vauban,, est un bénédictin français, historien du monachisme.

## Biographie
Né le 4 décembre 1924 dans la famille de Vogüé, d'ancienne noblesse française, Adalbert de Vogüé était l'un des fils du marquis Melchior de Vogüé (1893-1965) et de Geneviève Brincard (1898-1974), lesquels, à la fin de leur vie, entrèrent dans les ordres chacun de leur côté. Lui-même entra en 1945 à l'abbaye bénédictine de la Pierre-qui-Vire, en Bourgogne. Il prépare sa thèse avec Louis Bouyer pour maître et devient docteur en théologie en 1959 (Paris). Spécialiste de patristique, il devint professeur d'études monastiques à la Pierre-qui-Vire et à l'athénée pontifical Saint-Anselme de Rome. Ses premiers ouvrages d'importance datent des années 1960. La qualité de sa production a très rapidement attiré l'attention de tous les historiens du christianisme antique, et plusieurs de ses livres ont été traduits en diverses langues.
De 1991 à 2008, il a publié une monumentale histoire du monachisme latin des origines au haut Moyen Âge. Il est aussi l'auteur de travaux majeurs sur les règles monastiques anciennes, dont celle de saint Benoît, sur saint Césaire et sur Grégoire le Grand.
Porté disparu le 13 octobre 2011, il a été retrouvé mort huit jours plus tard, dans un champ non loin de l'abbaye de la Pierre-qui-Vire, où il demeurait dans un petit ermitage, suffisamment à l'écart pour poursuivre ses travaux dans le silence.

## Publications
- La communauté et l'abbé dans la Règle de saint Benoît, Paris, Desclée de Brouwer, 1961.
- La Règle de saint Benoît : commentaire doctrinal et spirituel, Éditions du Cerf, Paris, 1977
- Histoire littéraire du mouvement monastique dans l'antiquité. Première partie : Le monachisme latin, Éditions du Cerf, collection « Patrimoine - Christianisme », Paris :
  - Tome 1 : De la mort d'Antoine à la fin du séjour de Jérôme à Rome (356-385), 1991
  - Tome 2 : De l'itinéraire d'Égérie à l'éloge funèbre de Népotien (384-396), 1993
  - Tome 3 : Jérôme, Augustin et Rufin au tournant du siècle (391-405), 1996
  - Tome 4 : Sulpice Sévère et Paulin de Nole (393-409). Jérôme, homéliste et traducteur de "Pachomiana", 1997
  - Tome 5 : De l'épitaphe de sainte Paule à la consécration de Démétriade (404-414), 1998
  - Tome 6 : Les derniers écrits de Jérôme et Jean Cassien, 2002
  - Tome 7 : L'essor de la littérature lérinienne et les écrits contemporains (410-500), 2003
  - Tome 8 : De la vie des Pères du Jura aux œuvres de Césaire d'Arles (500-542), 2003
  - Tome 9 : De Césaire d'Arles à Grégoire de Tours, 2005
  - Tome 10 : Grégoire de Tours et Fortunat - Grégoire le Grand et Colomban, 2006
  - Tome 11 : La Gaule franque et l'Espagne wisigothique (VIe siècle-VIIIe siècle), 2007
  - Tome 12 : À l'aube du Moyen Âge (650-830), 2008
- Aimer le jeûne : l'expérience monastique, Éditions du Cerf, Paris, 1988 ; traduction en anglais de John B. Houde To love fasting, St, Bede's publications, Petersham (États-Unis), 1993
- Saint Benoît, homme de Dieu, Éditions ouvrières, Paris, 1993